# ریوا سن ویتل
شهر ریوا سن ویتل  در بخش ماندریزیو در ایالت تیسینودر کشور سوئیس واقع شده‌است که ۲٬۳۰۰ نفر  جمعیت دارد.

## نگارخانه

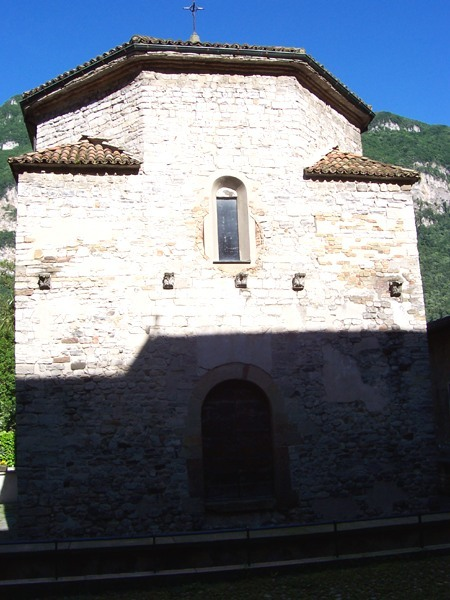
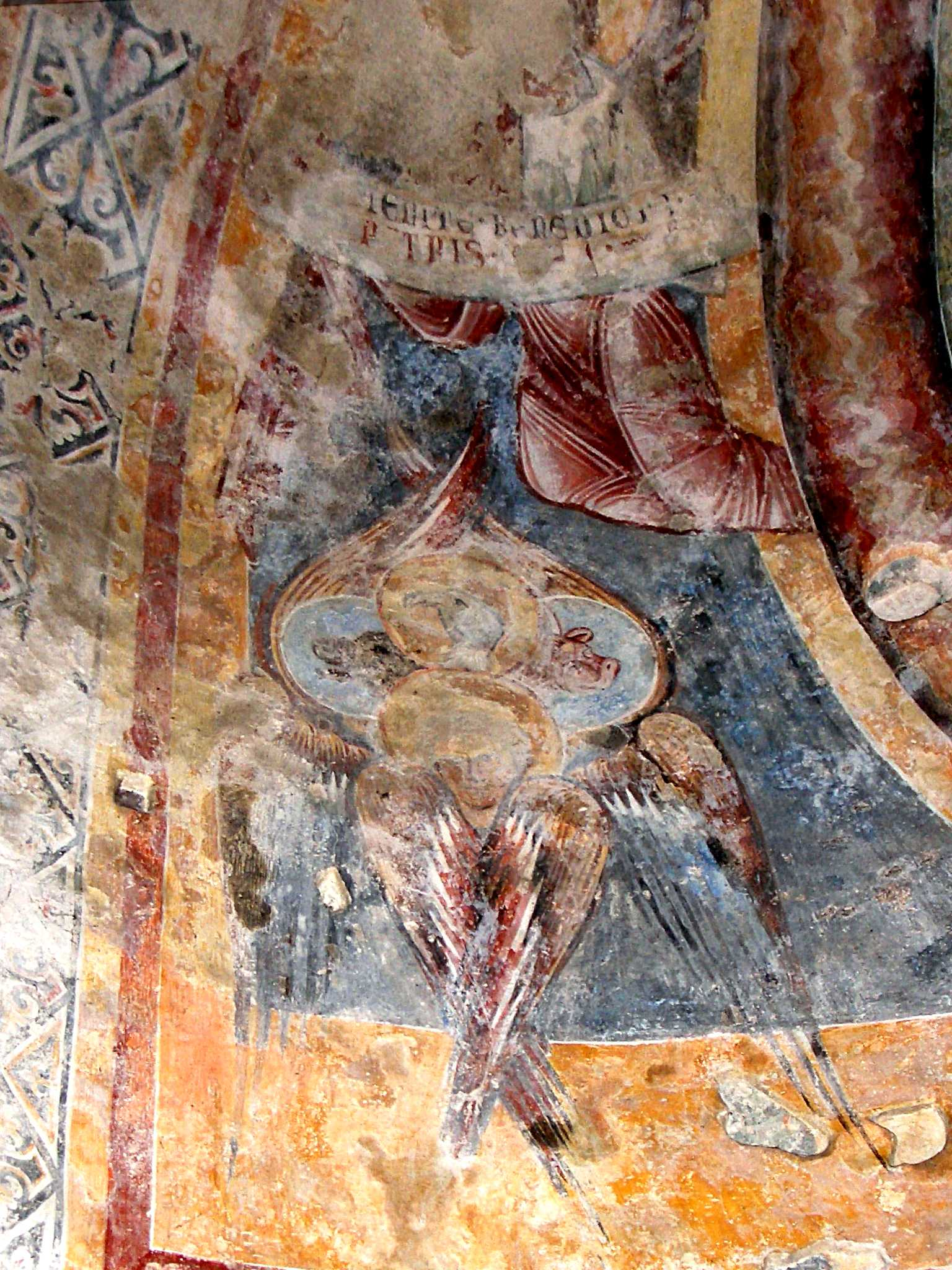
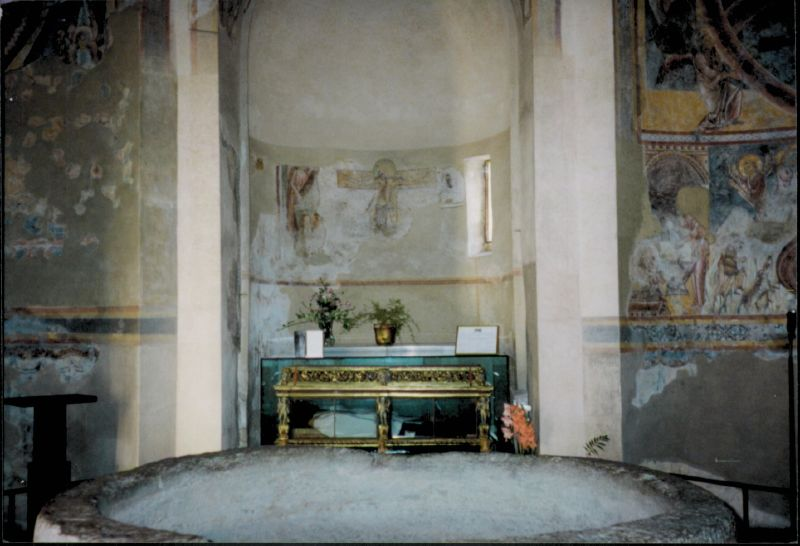
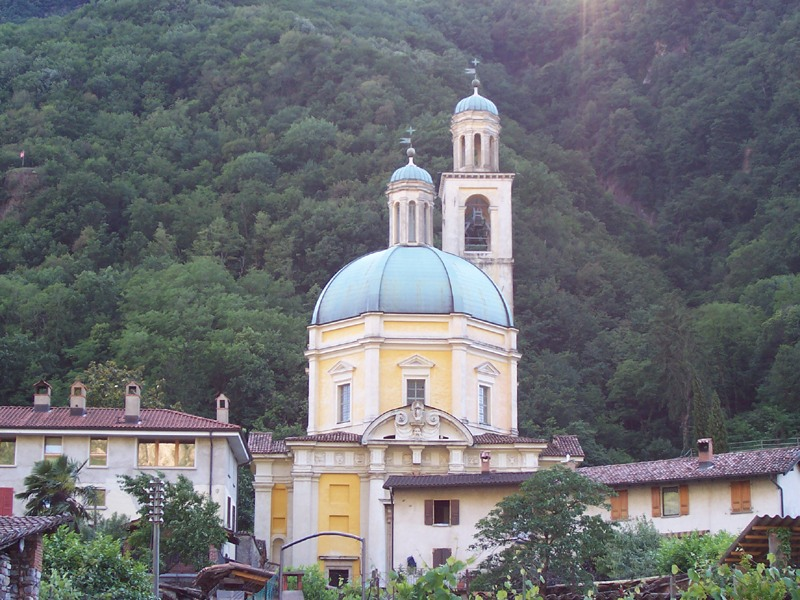